# Europäisches Olympisches Sommer-Jugendfestival 2023/Judo
Die Wettkämpfe im Judo beim Europäischen Olympischen Sommer-Jugendfestival 2023 in Maribor fanden vom 23. bis zum 28. Juli 2023 statt.

## Medaillenspiegel
| Platz  | Land           | Gold | Silber | Bronze | Gesamt |
| ------ | -------------- | ---- | ------ | ------ | ------ |
| 1      | Aserbaidschan  | 3    | 3      | 4      | 10     |
| 2      | Georgien       | 3    | 2      | 2      | 7      |
| 2      | Türkei         | 3    | 2      | 1      | 6      |
| 4      | Rumänien       | 2    | –      | –      | 2      |
| 5      | Spanien        | 1    | 2      | 1      | 4      |
| 6      | Österreich     | 1    | 1      | 1      | 3      |
| 7      | Kroatien       | 1    | 1      | –      | 2      |
| 8      | Slowakei       | 1    | –      | 2      | 3      |
| 9      | Slowenien      | 1    | –      | 1      | 2      |
| 10     | Großbritannien | 1    | –      | –      | 1      |
| 11     | Ukraine        | –    | 1      | 1      | 2      |
| 11     | Belgien        | –    | 1      | 1      | 2      |
| 11     | Deutschland    | –    | 1      | 1      | 2      |
| 11     | Italien        | –    | 1      | 1      | 2      |
| 15     | Estland        | –    | 1      | –      | 1      |
| 15     | Litauen        | –    | 1      | –      | 1      |
| 17     | Serbien        | –    | –      | 3      | 3      |
| 17     | Ungarn         | –    | –      | 3      | 3      |
| 19     | Portugal       | –    | –      | 2      | 2      |
| 19     | Niederlande    | –    | –      | 2      | 1      |
| 21     | Frankreich     | –    | –      | 1      | 1      |
| 21     | Finnland       | –    | –      | 1      | 1      |
| 21     | Moldau         | –    | –      | 1      | 1      |
| 21     | Montenegro     | –    | –      | 1      | 1      |
| 21     | Schweiz        | –    | –      | 1      | 1      |
| 21     | Schweden       | –    | –      | 1      | 1      |
| 21     | Tschechien     | –    | –      | 1      | 1      |
| Gesamt | Gesamt         | 16   | 16     | 32     | 64     |

## Medaillengewinner

### Jungen
| Disziplin  | Gold                | Silber             | Bronze                              |
| ---------- | ------------------- | ------------------ | ----------------------------------- |
| Bis 50 kg  | Shota Bachoshvili   | Askhab Isayev      | Nihad Mamishov Bence Galo           |
| Bis 55 kg  | Merabi Samadashvili | Emiliano Lattanzi  | Aykhan Mirzazada Marko Jorgic       |
| Bis 60 kg  | Tudor Ilie Mosoi    | Simas Polikevicius | Mahammad Musayev Sebestyen Kollar   |
| Bis 66 kg  | Mate Gvelesiani     | Luka Katic         | Jasur Ibadli Rodrigo Janeiro        |
| Bis 73 kg  | Laurentiu Gilga     | Suleyman Shukurov  | Bogdan Velickovic Yunus Yazgan      |
| Bis 81 kg  | Emir Ari            | Giorgi Bendeliani  | Dusan Grahovac Andrei Peaticovschi  |
| Bis 90 kg  | Aslan Kotsoev       | Saba Gvelesiani    | Emil Jabiyev Antonio Ramirez        |
| Über 90 kg | Ibrahim Tataroglu   | Ramazan Ahmadov    | Shotiko Gochiashvili Stefan Kovinic |

### Mädchen
| Disziplin  | Gold                   | Silber                  | Bronze                               |
| ---------- | ---------------------- | ----------------------- | ------------------------------------ |
| Bis 40 kg  | Patricia Tomankova     | Nina Auer               | Imane Lima Melody Veillard           |
| Bis 44 kg  | Marta Beorlegui        | Begumnaz Dogruyol       | Lena Antoine Kristina Krizova        |
| Bis 48 kg  | Vusala Hajiyeva        | Aitana Diaz             | Elena Storione Noor Noufal           |
| Bis 52 kg  | Khadizha Gadashova     | Adriana Saez            | Luca Veg Tabea Mecklenburg           |
| Bis 57 kg  | Nika Tomc              | Odalis Santiago Santana | Riina Myllyla Maria Silveira         |
| Bis 63 kg  | Jana Cvjetko           | Sinem Oruc              | Kristina Opanasenko Leila Mazouzi    |
| Bis 70 kg  | Julia Marczak          | Anna Oliinyk-Korniiko   | Xanne van Lijf Jael Wernert          |
| Über 70 kg | Helene Schrattenholzer | Emma Aktas              | Nina Filkorova Marie Zofie Kosnarova |

### Mixed
| Disziplin | Gold | Silber | Bronze |
| --------- | --- | --- | --- |
| Team      | TürkeiHilal Akyıldız Emir Selim Arı Gizem Dinçer Begümnaz Doğruyol Fatih Dursun Tuana Gülenay Sema Mete Hilmi Mucık Sinem Oruç İbrahim Tataroğlu Yunus Yazgan | AserbaidschanMaryam Bayramzade Ramazan Ahmadov Hüseyn Eyvazlı Khadizha Gadashova Vusala Hajiyeva Aslan Kotsoev Aykhan Mirzazada Mahammad Musayev Suleyman Shukurov Kamilla Toholiyeva | GeorgienNona Doliashvili Giorgi Bendeliani Tornike Gigauri Tamar Gigolaevi Shotiko Gochiashvili Saba Gvelesiani Irakli Kavtarashvili Lizi Kvartskhava Nino Papidze Merabi Samadashvili |
| Team      | TürkeiHilal Akyıldız Emir Selim Arı Gizem Dinçer Begümnaz Doğruyol Fatih Dursun Tuana Gülenay Sema Mete Hilmi Mucık Sinem Oruç İbrahim Tataroğlu Yunus Yazgan | AserbaidschanMaryam Bayramzade Ramazan Ahmadov Hüseyn Eyvazlı Khadizha Gadashova Vusala Hajiyeva Aslan Kotsoev Aykhan Mirzazada Mahammad Musayev Suleyman Shukurov Kamilla Toholiyeva | UkraineDaria Dolia Artur Amirian Danylo Kravchenko Marharyta Miroshnichenko Taras Nielziev Anna Oliinyk-Korniiko Yaroslav Omelchenko Kristina Opanasenko                               |